# Sphenomorphus mimikanum
Sphenomorphus mimikanum är en ödleart som beskrevs av  George Albert Boulenger 1914. Sphenomorphus mimikanum ingår i släktet Sphenomorphus och familjen skinkar. Inga underarter finns listade i Catalogue of Life.